# Haguro (incrociatore)
Lo Haguro (羽黒?) è stato un incrociatore pesante della Marina imperiale giapponese, seconda unità appartenente alla classe Myoko e così chiamato da una delle Tre montagne di Dewa sull'isola di Honshū. Fu varato nel marzo 1928 dal cantiere navale di Nagasaki.
Con gli altri incrociatori della classe formò dapprima la 4ª, poi la 5ª Divisione, operando nelle acque nazionali e cinesi nel corso degli anni trenta. Rimodernato più volte durante il decennio, fu assegnato alla 3ª Flotta all'inizio degli anni quaranta e partecipò in prima fila sia alle facili operazioni anfibie nelle Filippine orientali, sia alla battaglia del Mare di Giava (27 febbraio 1942), nella quale ultima ebbe un ruolo principe. Fu quindi presente alla battaglia del Mar dei Coralli (4-8 maggio 1942) come scorta alle portaerei Shokaku e Zuikaku e quindi alla pivotale battaglia delle Midway (4-6 giugno), nella quale non ebbe parte diretta ai combattimenti. Nei mesi di agosto e settembre operò nelle acque delle isole Salomone senza entrare in contatto con le forze avversarie, quindi in ottobre tornò in Giappone per un raddobbo; all'inizio del 1943 fu coinvolto nelle manovre diversive relative all'operazione Ke, quindi rimase per alcuni mesi nella base aeronavale di Truk e poi nelle acque nipponiche. In autunno fu inviato con il Myoko a Rabaul e nella notte tra il 1º e il 2 novembre prese parte alla battaglia della baia dell'imperatrice Augusta, conclusasi con una netta sconfitta giapponese: tornò dunque in patria dove fu revisionato e dotato di più cannoni contraerei. Nuovamente a Truk dall'inizio del 1944, accompagnò mercantili e navi trasporto in alcune missioni di rifornimento, per poi formare con altre unità la scorta a distanza della fallita operazione Kon e lo schermo alle portaerei impegnate nella battaglia del Mare delle Filippine (19-20 giugno).
Dopo un altro ciclo di scorte e ulteriori potenziamenti di equipaggiamento, fu aggregato con il Myoko alla 2ª Flotta del viceammiraglio Takeo Kurita, una delle formazioni più importanti coinvolte nella battaglia del Golfo di Leyte (23-26 ottobre). Danneggiato da una bomba d'aereo nel combattimento al largo di Samar, rientrò a Brunei e poi a Singapore; da questo porto condusse missioni di rifornimento in Birmania e isole Andamane a partire dall'aprile 1945. Fu affondato nelle prime ore del 16 maggio da un gruppo di cacciatorpediniere britannici mentre tentava di riguadagnare Singapore e affondò con due terzi dell'equipaggio.

## Caratteristiche
L'incrociatore pesante Haguro era uno dei quattro componenti la classe Myoko. Presentava una lunghezza fuori tutto di 203,76 metri, una larghezza massima di 17,34 metri e un pescaggio medio di 5,90 metri; il dislocamento standard era pari a 10 160 tonnellate (un poco superiore al limite imposto dal trattato navale di Washington del 1922) e quello a pieno carico a 13 120 tonnellate invece delle 11 663 tonnellate di progetto.
Rispetto alla precedente classe Aoba l'armamento era stato incrementato nettamente. In cinque torri binate, tre a prua con quella mediana sopraelevata e due a poppa sovrapposte, erano stati distribuiti dieci cannoni Type 3 modello 1 da 200 mm lunghi 50 calibri (L/50). Inoltre, nonostante alcune polemiche da parte della squadra tecnica, lo stato maggiore generale impose l'installazione in ogni murata di sei tubi lanciasiluri fissi da 610 mm. Poiché la minaccia aerea al naviglio militare era ancora poco riconosciuta, erano disponibili solo sei cannoni Type 10 da 120 mm L/45; erano coadiuvati da due mitragliatrici Lewis da 7,7 mm. La corazzatura fu più curata rispetto agli Aoba: alla cintura era spessa 100 mm e si estendeva per circa 123 metri; le barbette erano state rivestite con un guscio spesso 75 mm; il primo ponte era dotato di acciaio spesso 35 mm e quello superiore era formato da due strati di corazza distanziati. Sotto la linea di galleggiamento furono fissate delle controcarene che, combinate a un sistema interno di paratie stagne longitudinali, costituivano la protezione contro siluri e detonazioni subacquee. Le torri erano protette da piastre spesse 25 mm.
Il sistema di propulsione contava dodici caldaie Kanpon che alimentavano quattro turbine a ingranaggi a vapore, a ciascuna delle quali era vincolato un albero motore con elica. Era erogata una potenza totale di 130 000 shp e la velocità massima di toccava i 35,5 nodi; l'autonomia era pari a 8 000 miglia (circa 14 800 chilometri) alla velocità di crociera di 14 nodi. La scorta di carburante ammontava a 2 470 tonnellate di olio combustibile. L'incrociatore era manovrato da un equipaggio di 773 tra ufficiali e marinai e disponeva di una catapulta a poppavia, rivolta al lancio dei due idrovolanti Nakajima E2N di bordo poi ricuperabili mediante un argano.
L'Haguro fu modificato più volte assieme alle unità sorelle. Tra il 1931 e il 1934 scambiò i pezzi principali con la versione aggiornata a 203 mm. Tra il novembre 1934 e il 1936 i lanciasiluri fissi furono completamente rimpiazzati con due complessi quadrinati brandeggiabili, sul tetto della nuova sala furono inchiavardate due catapulte di modello recente (gli idrovolanti erano ora quattro Nakajima E8N) e i pezzi Type 10 furono sostituiti da quattro torri binate con cannoni Type 89 da 127 mm L/40; furono anche rafforzata e allargata la controcarena, riorganizzata la distribuzione dei proiettori di nuovo tipo e aggiunti due impianti quadrinati di mitragliatrici pesanti Type 93 da 13,2 mm. Gli ultimi interventi furono rivolti a rafforzare lo scafo e gli alberi tripodi di prua e poppa. Tra il 1939 e l'inizio del 1941 furono implementati una catapulta ancora più capace e moderni sistemi per il controllo del tiro; furono poi aggiunti altri due impianti quadrinati di lanciasiluri atti a utilizzare gli ordigni Type 93 da 610 mm, le caldaie vennero ritubate e la controcarena antisiluro fu nuovamente allargata (con effetti positivi su stabilità e pescaggio). Furono invece rimossi gli affusti quadrinati e le Lewis in favore di quattro installazioni binate di cannoni contraerei Type 96 da 25 mm L/60 e di due altre su mitragliatrici Type 93. L'aumento di dislocamento (13 000 tonnellate a vuoto, 14 743 a pieno carico) significò la riduzione dell'autonomia a 7 463 miglia a 14 nodi e della scorta di olio combustibile a 2 214 tonnellate, mentre l'equipaggio salì a 970 uomini.

## Impiego operativo

### Varo e 1930-1940

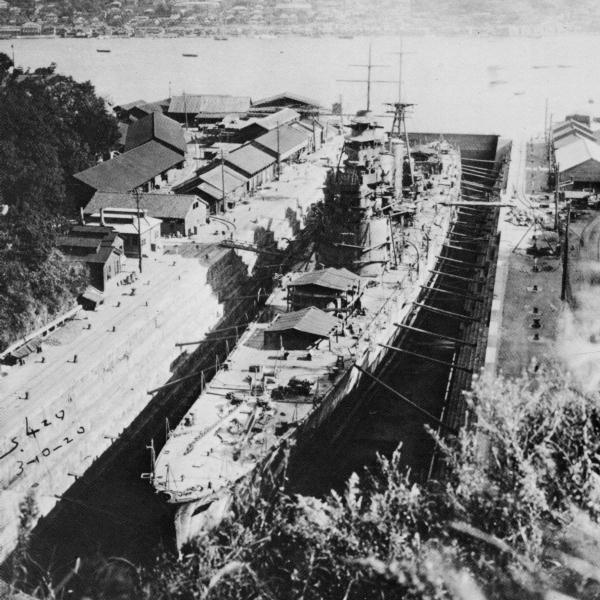
Lo Haguro in costruzione al cantiere di Nagasaki

L'incrociatore pesante Haguro fu ordinato nell'anno fiscale edito nel 1923. La sua chiglia fu impostata nel cantiere navale di Nagasaki, gestito dalla Mitsubishi, il 16 marzo 1925 e il varo avvenne il 24 marzo 1928; fu completato il 25 aprile 1929. Il comando fu affidato il 1º ottobre 1929 al capitano di vascello Keitarō Hara, rimpiazzato il 29 novembre da un altro ufficiale. Tra il 22 e il 23 ottobre 1930 l'imperatore Hirohito fu accolto a bordo e vi passò la notte. Dalla fine dell'anno al 1935 il comando fu tenuto dai capitani Sonosuke Kobayashi (1º dicembre 1930-10 ottobre 1931), Naokuni Nomura (10 ottobre 1931-20 ottobre 1932) e Tomoshige Samejima (dal 15 novembre 1935). Con il resto della classe formò la 4ª Divisione incrociatori (2ª Flotta), dal cui organico fu però rimosso in favore della classe Takao; dal maggio al settembre 1933 entrò nella 5ª Divisione incrociatori, con la quale partecipò alle esercitazioni annuali. La divisione fu nuovamente sciolta e lo Haguro servì tra gli Squadroni di guardia di Kure e Sasebo, sino al biennio 1934-1936 quando fu sottoposto all'ammodernamento più radicale. Nell'autunno 1936 i quattro incrociatori riformarono la 5ª Divisione. Il 20 agosto 1937 salpò da Atsuta (Nagoya) con gli incrociatori Myoko, Ashigara, Nachi, Maya, Jintsu e otto cacciatorpediniere: a bordo portava il 3º Battaglione del 6º Reggimento, appartenente alla 6ª Divisione fanteria, che il giorno successivo fu trasferito sui cacciatorpediniere. Per i successivi tre anni l'attività bellica dello Haguro nel corso della seconda guerra sino-giapponese non è nota e si sa solo che il 27 dicembre 1939, poco dopo la sua messa in bacino di carenaggio, il comando fu preso dal capitano di vascello Masaki Ogata.

### 1941-1942

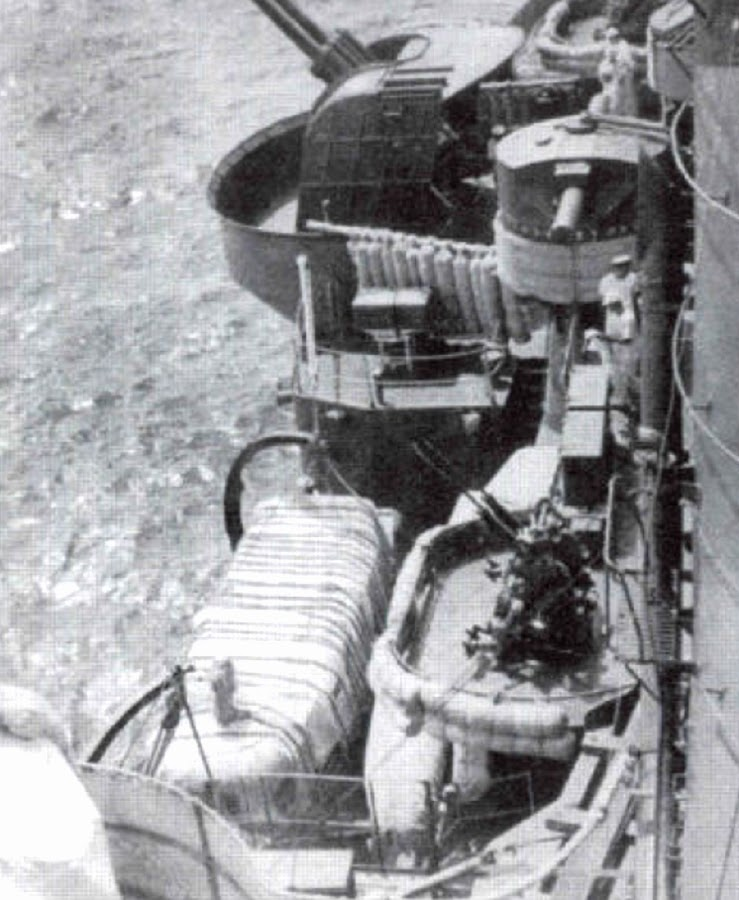
Visione ravvicinata del lato di babordo di mezzanave: si notano i complessi binati di cannoni Type 96 (in primo piano) e di pezzi Type 89 da 127 mm, in secondo piano

Il 28 aprile 1941 lo Haguro poté riprendere servizio e il 25 luglio passò agli ordini del capitano di vascello Tomoichi Mori, ma anche per questo periodo non sono conosciuti i movimenti dell'unità. Nel frattempo la 5ª Divisione era passata al comando del contrammiraglio Takeo Takagi e aveva perso lo Ashigara, che operava dalla fine degli anni trenta nella zona dell'Indocina. Il reparto fu concentrato a fine novembre nelle isole Palau alle dipendenze della 3ª Flotta (viceammiraglio Ibō Takahashi), che era stata incaricata di supportare la conquista delle Filippine a opera della 14ª Armata. Il 6 dicembre arrivò l'ordine di procedere con l'attacco e la 5ª Divisione fu demandata alla difesa della squadra del contrammiraglio Kyūji Kubo, formata dalle navi portaidrovolanti Chitose e Mizuho con due incrociatori leggeri e cinque cacciatorpediniere. Lo sbarco a Legaspi l'11 dicembre fu facile e il 15 la divisione fece parte del distaccamento del contrammiraglio Raizō Tanaka, inviato da Takahashi a Mindanao: il 19 e il 20 dicembre si svolse senza difficoltà la conquista del porto di Davao. Il 24 lo Haguro e gli altri incrociatori coprirono lo sbarco sull'isola di Jolo, quindi rientrarono alle Palau e poi, il 31, alla rada appena occupata. Qui, il 4 gennaio 1942, furono oggetto di un attacco condotto da una manciata di bombardieri quadrimotori Boeing B-17 Flying Fortress, che danneggiarono leggermente il Myoko. Il 9 gennaio il Nachi e lo Haguro furono messi in stato d'allerta, pronti a salpare per recare soccorso alle operazioni anfibie su Celebes se necessario; esse si svolsero tuttavia senza l'intervento navale alleato. Il 29 gennaio i due incrociatori presero il mare e si posizionarono a un ancoraggio di Celebes, da dove fornirono protezione all'invasione dell'isola di Amboina (30-31 gennaio), poi il 5 si spostarono alla baia Staring e vigilarono sull'occupazione di Makassar, che il 10 si concluse; infine tra il 17 e il 20 formarono lo schermo difensivo agli sbarchi di Dili e Koepang, su Timor. Il 24 lo Haguro salpò dalla baia con l'unità sorella e il 26 febbraio lanciò un idrovolante Aichi E13A per una ricognizione, poiché i comandi nipponici sospettavano che la flotta ABDACOM fosse in alto mare alla ricerca dei due convogli di trasporti con rotta su Giava. Il giorno successivo fu in effetti localizzata nel primo pomeriggio e impegnata nella battaglia del Mare di Giava: affiancato dal Nachi, lo Haguro sparò la prima salva della battaglia alle 16:15, quindi alle 17:08 centrò con una granata da 203 mm l'incrociatore pesante HMS Exeter, che rimase gravemente danneggiato per l'esplosione di uno dei depositi di combustibile. In seguito, dopo una pausa nel combattimento, scambiò a lungo ma senza esito cannonate con il gruppo di incrociatori alleati; alle 23:22 della notte, imitato dal Nachi, lanciò uno sciame di siluri che tra le 23:36 e le 23:40 colpirono gli incrociatori leggeri olandesi Hr. Ms. De Ruyter (ammiraglia alleata) e Hr. Ms. Java: entrambi saltarono in aria e affondarono rapidamente.

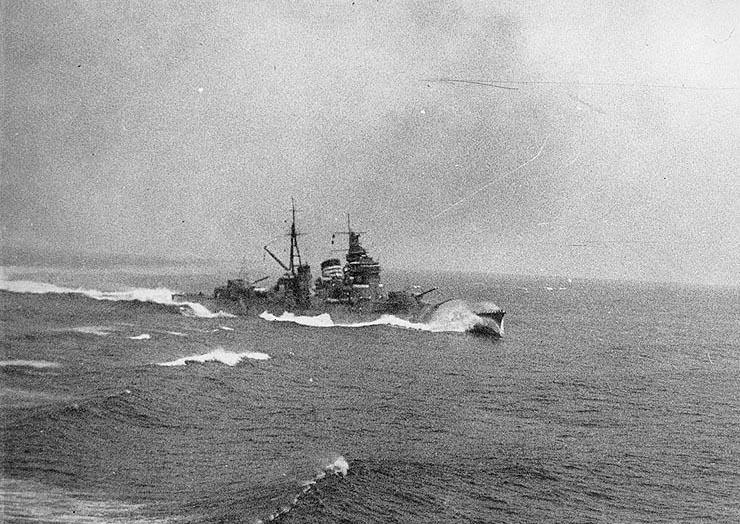
L'incrociatore Haguro in navigazione dopo la battaglia del Mare di Giava

Il 1º marzo lo Haguro e il Nachi, seguiti dai cacciatorpediniere Yamakaze e Kawakaze, furono coinvolti con altre unità nella breve seconda battaglia del Mare di Giava e affondarono l'avariato Exeter e due cacciatorpediniere (uno britannico, l'altro statunitense) grazie anche alle informazioni degli idrovolanti catapultati. Tra il 3 e il 13 marzo la 5ª Divisione incrociatori, sempre senza lo Ashigara, pendolò tra Kendari e Makassar, quindi salpò per il Giappone: il 20 i soli Haguro e Myoko si fermarono a Sasebo e qui furono messi in bacino di carenaggio per una revisione completa. Il 9 aprile, terminati i lavori, le due unità si spostarono nella rada di Hashirajima e il 18 aprile furono inviate in fretta a est, per un vano intercettamento della Task force 16 del contrammiraglio William Halsey che aveva appena bombardato Tokyo. Rientrati a Yokosuka, partirono il 23 verso la base aeronavale di Truk accompagnati dai cacciatorpediniere Akebono e Ushio: giunsero a destinazione il 27 e il 1º maggio furono uniti alle forze coinvolte nell'operazione Mo. Lo Haguro fu presente alla battaglia del Mar dei Coralli, durante la quale ebbe però un ruolo trascurabile, e poi all'abortito attacco alle isole Nauru e Ocean (13 maggio). Il 17 rientrò a Truk e, rifornitosi, ripartì subito con i cacciatorpediniere Ariake, Shigure, Shiratsuyu, Yugure per Kure, dove si fermò il 22; nei giorni seguenti si recò ad Hashirajima. Qui fu integrato con gli incrociatori gemelli nella 2ª Flotta del viceammiraglio Nobutake Kondō, una delle sei componenti navali mobilitate dall'ammiraglio Isoroku Yamamoto per occupare l'atollo di Midway e attirare in uno scontro risolutore le portaerei statunitensi: essa salpò il 29 ma nel corso della battaglia ebbe solo un ruolo secondario e lo Haguro non entrò in azione. Il 13 giugno la 5ª Divisione passò alle dipendenze della 5ª Flotta, impegnata nelle Aleutine: il 23 gli incrociatori fecero tappa a Sendai e il 28 lo Haguro e il Nachi seguirono il Myoko verso le Aleutine, accompagnati dalla 21ª Divisione incrociatori (Kiso, Tama, Abukuma) e da quattro divisioni di cacciatorpediniere per complessive tredici unità. Il 7 luglio, terminate le operazioni nell'arcipelago, lo Haguro e il Myoko ripresero la rotta per il Giappone, il 12 si fermarono ad Hashirajima e l'11 agosto salparono con destinazione Truk assieme a buona parte della 2ª Flotta, compresa la nave da battaglia Mutsu e la 4ª Divisione incrociatori con l'ammiraglia Atago. Raggiunta la base Truk il 17, questa formazione formò il nucleo delle forze navali mobilitate dai giapponesi a fine agosto per rifornire Guadalcanal e indurre a uno scontro le Task force statunitensi. Nell'inconcludente battaglia delle Salomone Orientali lo Haguro rimase di nuovo nelle retrovie, poiché lo scontro fu condotto solo tramite le opposte aeronautiche.
Il 5 settembre lo Haguro rientrò all'atollo, poi il 9 salpò inquadrato nella squadra del contrammiraglio Hiroaki Abe per condurre un'estesa ricognizione; il 14, nel corso di tale pattugliamento, si verificò un attacco portato da dieci B-17 che provocò danni leggeri al Myoko. Tornò a Truk il 23 e sei giorni più tardi salpò diretto a Sasebo, dove dal 5 ottobre fu sottoposto a raddobbo. Nel processo il comando passò al capitano di vascello Jisaku Uozumi (20 ottobre) e il viceammiraglio Takagi fu rimpiazzato alla testa della 5ª Divisione dal contrammiraglio Sentarō Ōmori (10 novembre). Il 27 novembre i due incrociatori lasciarono Sasebo e il 29 si fermarono a Yokosuka, dove imbarcarono un reparto delle Kaigun Tokubetsu Rikusentai. Il giorno successivo partirono e il 5 fecero tappa a Truk, quindi l'8 si ancorarono nella rada di Rabaul e fecero scendere gli uomini, per poi tornare a Truk il 10; lì lo Haguro rimase per quasi due mesi.

### 1943
Tra il 31 gennaio e il 9 febbraio 1943 lo Haguro seguì la 2ª Flotta nelle ampie manovre diversive per facilitare l'evacuazione di Guadalcanal, obiettivo che fu raggiunto con successo. Il 9 stesso si spostò poi con il Nachi e il Myoko a Truk, ma le sue attività nei successivi tre mesi non sono conosciute. L'8 maggio, con i cacciatorpediniere Yugure, Samidare e Naganami, la 5ª Divisione salpò con rotta su Yokosuka, raggiunta il 13, e due giorni dopo lo Haguro e il Myoko più gli ultimi due cacciatorpediniere furono riassegnati con urgenza alla 5ª Flotta, chiamata a intervenire in aiuto all'isola di Attu, sulla quale forze statunitensi erano sbarcate l'11 maggio. Giunti il 19 a Paramushiro, i due incrociatori rimasero nelle acque dell'isola per qualche tempo e non eseguirono alcune sortita, poiché la guarnigione sull'isola fu annientata il 30 maggio. Il 16 giugno diressero su Sasebo, dove furono sottoposti a un esteso raddobbo e modifiche: nel dettaglio furono aggiunte due installazione binate di cannoni Type 96, altrettante rimpiazzarono le mitragliatrici pesanti Type 93 e fu implementato un radar Type 21 per la ricerca aerea/di superficie. Tornati in acqua, il 18 luglio lo Haguro e il Myoko salparono per Hashirajima e da qui per Nagahama, dove furono caricati con rifornimenti e truppe dell'Esercito imperiale; il 31 misero la prua su Truk, dove fecero tappa il 5 agosto, e poi su Rabaul, dove gli uomini e gli approvvigionamenti furono messi a terra il 9 agosto. Il giorno dopo rientrarono a Truk. Il 18 settembre i due incrociatori furono coinvolti nella sortita in forze della 2ª Flotta verso l'atollo di Eniwetok, che da alcuni giorni era bombardato dagli apparecchi imbarcati della Quinta Flotta statunitense: furono aggregati al gruppo avanzato del viceammiraglio Jisaburō Ozawa, che però il 25 rientrò in porto non avendo individuato le forze avversarie. L'11 ottobre lo Haguro intraprese un servizio di scorta con altri cacciatorpediniere (Naganami, Suzukaze) per un convoglio che fece tappa a Rabaul il 13.

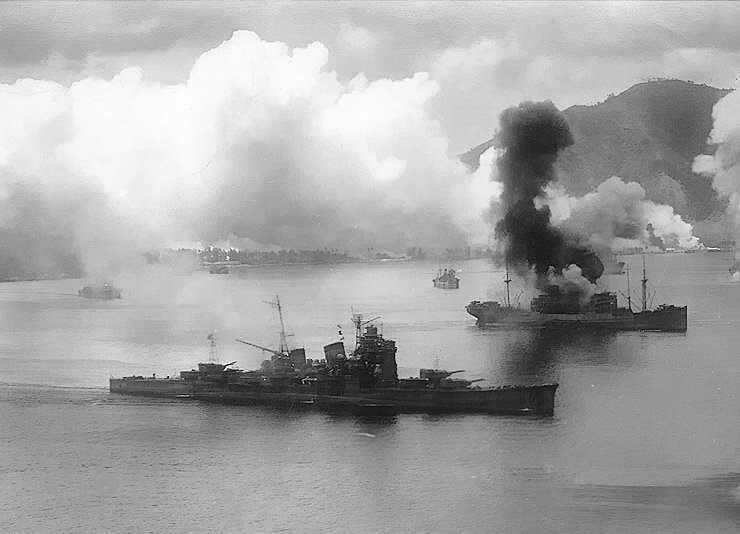
Lo Haguro a Rabaul il 2 novembre 1943, durante il bombardamento aereo statunitense

Il 1º novembre lo Haguro, alle dipendenze dell'8ª Flotta, fu messo in stato di prontezza per partecipare al pianificato controsbarco sull'isola di Bougainville e annientare la flotta di supporto statunitense che, al mattino, aveva coperto uno sbarco improvviso nella baia dell'imperatrice Augusta: nella notte partecipò con il Myoko, gli incrociatori leggeri Sendai e Agano e sei cacciatorpediniere a una battaglia notturna nella baia. Nel corso del combattimento lo Haguro scambiò numerose salve con gli incrociatori leggeri avversari, ma non ottenne grandi risultati e ricevette solo danni superficiali. Intorno alle 03:30 i giapponesi, la cui formazione era caduta nella confusione e aveva perso sia il Sendai, sia il cacciatorpediniere Hatsukaze, ripiegarono. Il 2, mentre era in porto a Rabaul, la 5ª Divisione fu coinvolta in una pesante incursione condotta da settantacinque North American B-25 Mitchell, che però non colpirono i due incrociatori; il 4 novembre essi salparono, sostarono il 7 a Truk e ripartirono il 12 con la scorta dei cacciatorpediniere Shigure e Shiratsuyu, toccando Sasebo il 17. Le due unità furono sistemate in bacino, raddobbate e dotate di ulteriori otto impianti singoli su cannoni Type 96 contraerei. Nel corso delle riparazioni Ōmori fu sollevato dal comando e rimpiazzato dal contrammiraglio Shintarō Hashimoto e il 1º dicembre il capitano di vascello Kaju Sugiura sostituì il parigrado Uozumi nel comando dello Haguro. Il 16 dicembre la divisione si portò a Tokuyama, fece il pieno di carburante e fu imbarcata acqua distillata; il 17 si spostò a Kure, che lasciò il 23 assieme all'incrociatore pesante Tone. Il 29 le tre unità arrivarono indenni a Truk.

### 1944
Il 2 gennaio 1944 lo Haguro partì con gli altri due incrociatori e i cacciatorpediniere Shiratsuyu e Fujinami per recare truppe a Kavieng; il 5, completata la missione, tornò a Truk. Il 10 febbraio salpò con l'ordine di raggiungere le Palau e fu seguito dall'Atago, dal Chokai e quattro cacciatorpediniere (Urakaze, Hamakaze, Isokaze, Tanikaze); sfuggita all'attacco di un sommergibile, la formazione arrivò alle isole il 13. Lo Haguro partecipò dunque, con l'incrociatore gemello e il cacciatorpediniere Shiratsuyu, alla scorta di due petroliere dirette ai porti petroliferi del Borneo (9-22 marzo). Il 29 marzo la 5ª Divisione, l'incrociatore leggero Noshiro e il cacciatorpediniere Harusame navigarono dalle Palau sino a Davao, raggiunta il 6 aprile dopo aver schivato l'attacco di un battello nemico, poi proseguirono sino alle isole Lingga (9 aprile) a sud di Singapore: qui rimasero un mese circa forse in esercitazione. Il 12 maggio lasciarono le isole per l'ancoraggio di Tawi Tawi, toccato il 18 dopo un rifornimento a Tarakan. Il 30 maggio lo Haguro seguì il Myoko, assieme alla nave da battaglia Fuso e sei cacciatorpediniere, alla volta di Davao, per fungere da squadra di copertura a distanza dell'operazione Kon, ovvero il soccorso via mare alla guarnigione dell'isola di Biak sotto attacco dal 27 maggio. Il 2 giugno gli incrociatori erano in mare con rotta sud-est assieme al convoglio di rinforzi e numerose altre unità, ma poiché furono avvistate tutte le unità ricevettero ordine di ripiegare dall'ammiraglio Soemu Toyoda – comandante in capo della Flotta Combinata. Il 4 arrivò un contrordine e lo Haguro e l'unità sorella si portarono a Batjan (Halmahera), dove si fermarono l'11; tuttavia, appena due giorni dopo, l'ammiraglio Toyoda attivò l'operazione A-Gō, che imponeva una sortita al completo della Flotta combinata per difendere le isole Marianne: in tarda serata perciò il viceammiraglio Matome Ugaki condusse tutte le forze assegnate al sostegno di Biak per incontrarsi in alto mare con il viceammiraglio Ozawa, comandante tattico. Le due squadre si riunirono nel pomeriggio del 15 e si diressero subito nel Mare delle Filippine. Nella susseguente battaglia omonima lo Haguro operò nel gruppo del viceammiraglio Takeo Kurita distaccato in avanguardia da Ugaki, affiancato come sempre dal Myoko e provvisoriamente dal Mogami; nel decisivo scontro aeronavale funse pro tempore come nave ammiraglia di Ozawa, dopo che la portaerei Taiho era esplosa in seguito al siluramento operato dal sommergibile USS Albacore. Il 24 giugno lo Haguro gettò le àncore a Kure assieme ad altre unità superstiti e il suo armamento contraereo fu nettamente incrementato con otto cannoni Type 96 da 25 mm su affusti individuali.

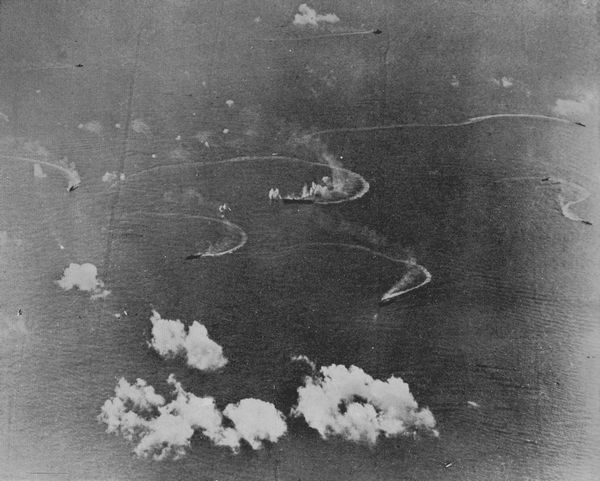
Nel corso della battaglia al largo delle Marianne la portaerei Zuikaku, al centro, manovra con le unità di scorta (tra le quali lo Haguro) per evitare gli ordigni dei velivoli nemici

Il 30 giugno lo Haguro e il Myoko salparono per Hashirajima, presero a bordo reparti dell'esercito imperiale con rifornimenti vari e il 1º luglio fecero rotta su Manila; vi fecero tappa il 4 e l'8 raggiunsero Zamboanga, su uno dei promontori dell'isola di Mindanao: scaricarono truppe e approvvigionamenti, quindi presero nuovamente il mare e il 19 si fermarono a Singapore, dove entrambi furono trainati in secca per ripulire l'opera viva. Il 28 luglio tornarono operativi e dal 31 luglio in avanti rimasero di base alle isole Lingga, partecipando a numerose esercitazioni e passando alle dipendenze della 2ª Flotta (viceammiraglio Kurita). Il 18 ottobre lasciarono l'arcipelago per il porto di Brunei nel quadro della disperata operazione Shō-Gō 1, l'intervento delle residue forze da battaglia della marina per difendere le Filippine e infliggere un duro colpo alla Flotta del Pacifico statunitense. Lo Haguro passò indenne attraverso il Mare di Sibuyan nonostante una decina di incursioni portate dalle portaerei della Terza flotta americana (al contrario del Myoko, gravemente colpito) e poi combatté nel confuso e violento scontro al largo di Samar contro un Task group d'appoggio tattico appartenente alla Settima Flotta statunitense; mentre manovrava e sparava contro le portaerei di scorta nemiche, una bomba d'aereo colpì e mise fuori uso la torre sopraelevata da 203 mm di prua, provocando trenta morti. Dopo oltre due ore di battaglia, Kurita optò per una ritirata temporanea e infine per un ripiegamento vero e proprio, conclusosi a Brunei il 28. Dopo una missione di accompagnamento alla portaerei Junyo, agli incrociatori Tone, Ashigara e Kiso e a una divisione di cacciatorpediniere (8-11 novembre), sfuggì il 16 all'attacco di quaranta bombardieri nemici e il giorno successivo salpò con la nave da battaglia Haruna, lo Ashigara e lo Oyodo per le isole Spratly, dove un'altra formazione scaricò truppe. Sulla rotta del ritorno con le altre navi, lo Haguro ricevette nuovi ordini e si portò a Singapore, nel cui attrezzato cantiere rimase in secca dal 22 al 16 dicembre. Due giorni dopo salpò urgentemente per soccorrere il Myoko rimasto senza poppa dopo l'attacco di un sommergibile statunitense: riuscì a prenderlo a rimorchio e il 25 le due unità entrarono in rada.

### 1945 e l'affondamento
Dopo essersi spostato alle isole Lingga il 31 gennaio 1945, lo Haguro e il gemello Ashigara formarono nuovamente la 5ª Divisione incrociatori il 5 febbraio (tuttavia a effettivi dimezzati) e passarono dalla Flotta dell'Area sud-occidentale alla 10ª Flotta d'area del viceammiraglio Shigeru Fukudome; lo Haguro, divenuto ammiraglia del viceammiraglio Hashimoto, andò comunque incontro a un periodo di sostanziale inattività. Tra la fine di marzo e l'inizio di aprile i lanciasiluri di prua con le relative ricariche furono sbarcati per fare spazio a cibo e munizioni: l'incrociatore era stato selezionato per missioni logistiche, che iniziò nello stesso aprile facendo la spola tra le Indie e il Golfo del Bengala, in appoggio alle stremate armate nipponiche in Birmania; il 1º maggio il capitano Sugiura fu promosso contrammiraglio. Il 9 maggio, mentre l'incrociatore partiva da Singapore con il cacciatorpediniere Kamikaze alla volta delle isole Andamane, le ingenti forze navali britanniche della Task force 61 del viceammiraglio Arthur Power arrivavano a Trincomalee. Egli fu avvisato il giorno successivo da due sommergibili della presenza dello Haguro in mare e partì subito, ma l'11 fu localizzato da un aereo giapponese e le navi nipponiche furono richiamate.
Il 14 lo Haguro e il Kamikaze ritentarono la missione di rifornimento alle Andamane. L'indomani, poco al di fuori dello stretto di Malacca, furono individuati da un aeroplano decollato da una delle portaerei della TF 61 e quindi attaccati da un gruppo di bombardieri in picchiata Grumman TBF Avenger: nessuna bomba giunse a segno e un velivolo fu abbattuto dalla contraerea. Poco dopo il viceammiraglio Fukudome trasmise ad Hashimoto che due divisioni di cacciatorpediniere britannici stavano navigando a tutta forza contro le due unità; Hashimoto cambiò immediatamente rotta ma la 26ª Flottiglia inglese, forte di cinque vascelli (HMS Saumarez, HMS Vigilant, HMS Virago, HMS Venus, HMS Verulam), anticipò le sue mosse e alle 22:45 ebbe un primo contatto radar. La formazione si dispose a semicerchio da nord-ovest a sud e lo Haguro, seguito dal Kamikaze, si accorse troppo tardi che la rotta verso sud lo aveva portato dentro l'arco nemico. Hashimoto fece aumentare la velocità a 30 nodi e iniziò a zigzagare, ma solo alle 01:05 del 16 maggio ordinò di prendere per sud-est. Dieci minuti dopo i cacciatorpediniere britannici attaccarono individualmente o in coppia e, nonostante il tiro sostenuto delle torri da 203 mm, lo Haguro riuscì a centrare solo il Saumarez con una singola granata. L'incrociatore fu invece raggiunto da diversi proietti e incassò almeno tre siluri nel corso del combattimento, che provocarono allagamenti, uno sbandamento di 30° sulla sinistra e un sensibile calo della velocità. Alle 02:32, mezz'ora dopo che lo scambio di colpi era cessato, il devastato Haguro sprofondò di prua 55 miglia a ovest-sud-ovest di Penang (4°49′N 99°42′E) con 900 morti, inclusi Hashimoto e Sugiura; il Kamikaze rimase anch'esso danneggiato ma fu capace di fuggire verso Penang. Il 17 tornò sul luogo dell'affondamento e recuperò 320 naufraghi.
Il 20 giugno 1945 lo Haguro fu eliminato dai ruoli della Marina imperiale.